# Lacuna Coil
Lacuna Coil es una banda italiana de metal alternativo formado en Milán, Lombardía, en 1994. Antiguamente fueron conocidos como Sleep of Right y Ethereal. De acuerdo a la banda, esta ha sido influenciada por grupos como Paradise Lost, My Dying Bride, Tiamat, Anathema, Septic Flesh, Black Sabbath, Type O Negative, Sentenced, Depeche Mode, In Flames o Amorphis, entre otros.
Lacuna Coil ha participado en los más grandes festivales de metal en todo el mundo, incluyendo Ozzfest, Bloodstock Open Air, Wacken Open Air, y en el Loudpark Festival en Japón.
Actualmente son considerados como una de las bandas de heavy metal más influyentes en Italia, así como una de las bandas italianas con mayor éxito en el extranjero y de las más influyentes en el metal gótico.

## Historia

### Inicios yEthereal
El génesis de Lacuna Coil origina en 1994, cuando Marco Coti Zelati y su amigo, Andrea Ferro, forman la banda Sleep of Right. Coti tocaba la guitarra, Ferro el bajo y Raffaele Zagaria se une como guitarrista y Michelangelo como baterista. La banda tocó su primera presentación en vivo en Bolonia, Italia en 1994. Grabaron Bleeding Souls, el cual fue publicado en 1995 en el disco compilatorio Noise of Bolgia.
Coti empieza a tocar el bajo, así Andrea se concentró como vocalista. Se les unió Claudio Leo, como segunda guitarra, y Leonardo Forti como baterista; luego de la partida de Michelangelo. Su siguiente decisión fue incorporar a Cristina Scabbia, amiga de ellos, para que cante algunas canciones. Debido a que Scabbia complementaba muy bien la banda, fue incluida como un miembro permanente.
Luego de la unión de Scabbia como vocalista de la banda, esta cambia su nombre a Ethereal y en mayo de 1996 graban y envían un demo, de dos canciones, Shallow End y Frozen Feeling, a diversas disqueras europeas. La banda recibe respuestas de Nuclear Blast y Century Media; luego deciden sellar el trato con Century Media y descubren que el nombre Ethereal ya había sido tomado por una banda griega. La banda, en aquel entonces formada por Scabbia, Ferro, Coti Zelati, Leo, Zagaria y Forti, decide nombrarse Lacuna Coil, que significa "espiral vacío".

### El primer EP y la separación
En 1997, en el Woodhouse Studio en Alemania, Lacuna Coil empiezan a grabar sus primeras canciones con la firma Century Media. Las diferencias musicales entre Zagaria, Forti y el resto de la banda empiezan a surgir. A pesar de estos problemas, la banda graba seis canciones, producidas por el guitarrista Waldemar Sorychta de Grip Inc. Sin embargo, la banda decidió no incluir las canciones del demo Ethereal ya que no encajaban con el nuevo estilo de la banda.
Con el EP, también llamado Lacuna Coil el cual sería lanzado a inicios del año 1998, la banda se une al grupo de metal gótico Moonspell en diciembre de 1997, en una gira promocional europea. Raffaele Zagaria, Claudio Leo y Leonardo Forti abandonan la banda luego de solo tres de doce presentaciones. Lacuna Coil continúa en la gira, con ayuda del guitarrista Anders Iwes de Tiamat y el baterista Markus de Kreator.
En enero de 1998, incorporan a Cristiano Migliore de la banda Thy Nature, y a Cristiano "Criz" Mozzati de Time Machine. En marzo del mismo año, la banda inicia su segunda gira europea con la banda neerlandesa The Gathering y Siegmen. Durante la gira, Steve Minelli de la banda Node toca la guitarra luego de que el nuevo guitarrista de Lacuna Coil, Cristiano Migliore se hiriese. Además, Alice Chiarelli colaboró como teclista.
En agosto, Lacuna Coil participa por primera vez en un festival, Wacken Open-Air. La banda empieza a sobresalir, por lo que deciden incorporar a la banda un segundo guitarrista en vez de un teclista. Esto recién sucede luego de que terminar la grabación de su primer álbum de estudio.

### In A ReverieyHalflifeEP

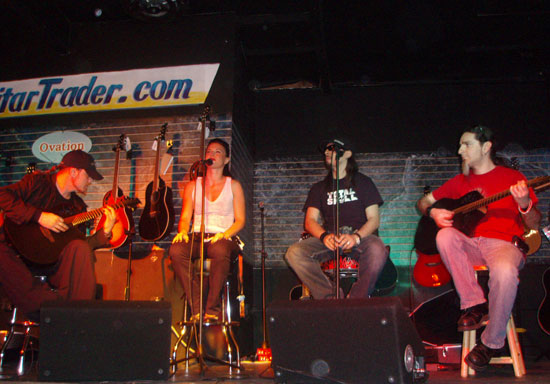
Lacuna Coil en una presentación acústica en San Diego.

En octubre de 1998, Lacuna Coil regresa a Woodhouse Studio en Alemania y una vez más, con el productor Waldemar Sorychta, graban su primer álbum titulado In A Reverie. El sonido es más pesado que en su primer EP y logra un mayor reconocimiento de la banda en toda Europa, especialmente en Alemania y Escandinavia. Sin embargo, su música no les daba fama en su país de origen, Italia.
En enero de 1999 la banda finalmente completa su alineación luego de que Marco "Maus" Biazzi es incorporado para tocar la segunda guitarra, y en febrero del mismo año, tocan el primer show para promocionar su álbum In A Reverie en la avenida "Rolling Stone" en Milán.
El resto de aquel año, Lacuna Coil se mantiene de gira por toda Europa, empezando con Inglaterra en abril, en mayo con la gira "Into de Darkness" junto a la banda Samael, My Insanity y Grip Inc, y continúan haciendo más de 20 presentaciones terminando en el Dynamo Open Air Festival el 21 de mayo, frente a 20 mil personas. El 5 de junio, la banda regresa a Italia para tocar en el festival "Gods of Metal" frente a 25 mil personas, encabezado por Metallica.
Luego de algunos shows en Róterdam en julio, la banda concluye su gira entre septiembre y octubre con una gira por Alemania, encabezada por Lacrimosa. La banda cancela sus últimas tres presentaciones debido a que Marco Coti Zelati sufre un accidente y se rompe una costilla ayudando a un técnico de luces.
A inicios del 2000, Lacuna Coil y Waldemar Sorychta vuelven al estudio, esta vez en Ventimiglia, Italia, para grabar un nuevo EP titulado Halflife, el cual contenía cinco canciones y una versión, Stars, de la banda inglesa de pop Dub Star. En este EP, la banda por primera vez usa técnicas de grabación digital. Entre las canciones, se encuentra una canción totalmente en italiano, llamada "Senzafine". El 20 de marzo del mismo año, Halflife es oficialmente lanzado, siendo un total éxito para la banda.

### Unleashed Memories
Luego de una festividad en agosto de 2000, Lacuna Coil y Waldemar Sorychta regresan nuevamente al Woodhouse Studio en octubre del mismo año, para graban su segundo álbum, Unleashed Memories. El álbum contuvo nueve canciones y una versión diferente de "Senzafine" que, de acuerdo a la banda, es la versión original de la canción. El álbum es completado a finales de noviembre, y en diciembre, la banda se dirige hacia México para realizar dos presentaciones junto a Theatre of Tragedy en Guadalajara y en Ciudad de México el 16 y el 17 respectivamente.
Al igual que el lanzamiento de Unleashed Memories el 29 de enero de 2001, aquel sería un año intenso de gira para la banda, empezando con un tour europeo de 31 presentaciones con Theatre of Tragedy y Beseech. También estuvieron incluidos en el tour "Metal Odyssey" con Dimmu Borgir, Nevermore, In Flames, y Susperia, tocando en 13 fechas por Europa. En abril, Lacuna Coil regresa a Italia para tocar en diversas giras.
La banda toca en varias presentaciones y festivales durante el verano, incluyendo Wacken y Neerpelt en agosto; sin embargo, Marco Coti Zelati no estuvo junto a la banda en ciertos festivales debido a que tuvo una operación de los ligamentos de la rodilla. Estos festivales reúnen a Lacuna Coil con In Flames, Dimmu Borgir, Nevermore, y Theatre of Tragedy, y el 1 de septiembre en el festival Mera Luna, Cristina Scabbia canta "You Can Have All My Love Tonight" junto a Lucyfire.
Al terminar los festivales de verano, Lacuna Coil empiezan a trabajar en su nuevo material para la grabación de un nuevo álbum - solo 10 meses luego del lanzamiento de Unleashed Memories. La banda aún tenía tiempo para apoyar al nuevo canal de música italiano "Rock TV", con un show en la avenida "Rolling Stone" en Milán. Luego, Marco Biazzi y Cristiano Mozzati también aparecen en el canal de música "Database".
En el 2001, Claudio Leo y Raffaele Zagaria, ambos exmiembros y fundadores de la banda, forman un grupo de metal gótico llamado Cayne. También lanzan su primer álbum Old Faded Pictures en la disquera Scarlet Records. Otra exmiembro de la banda, Alice Chiarelli, quien había tocado el teclado en las presentaciones en vivo de la banda, anuncia su nuevo proyecto de doom metal, Alice in Darkland, con su nuevo álbum, The Evil's Entrails siendo lanzado en marzo del 2002.
La banda también participa en su primer tour estadounidense, tocando en 12 fechas con la banda portuguesa Moonspell durante diciembre. La banda tuvo dificultades con la compañía de transporte para la gira, por lo que tuvo que cancelar dos presentaciones en Canadá.

### Comalies

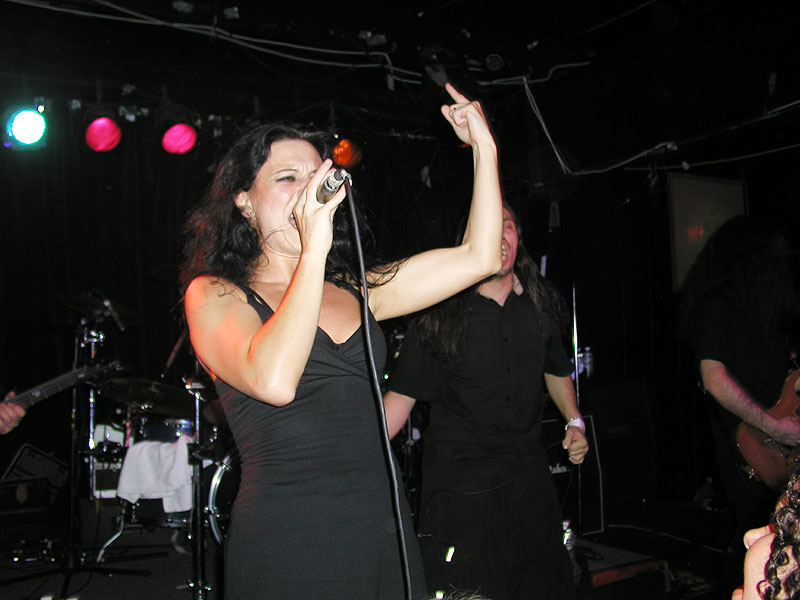
Lacuna Coil en el Pound en San Francisco, California.

Luego de su regreso de América y de un descanso por Navidad, Lacuna Coil empieza a trabajar en su material para el tercer álbum. La banda continúa apoyando al canal italiano "Rock TV", encontrando tiempo para entrevistar a otros artistas incluyendo Slipknot, Nickelback, POD, System of a Down, entre otros; pero los siguientes meses se dedicaron por completo a la composición de su álbum. En abril del 2002, inicia la preproducción en Milán, una vez más con el productor Waldemar Sorychta. El 17 de abril, ingresan al Woodhouse Studio en Alemania y empiezan la grabación del álbum que les traería el éxito global.
Durante mayo del 2002, luego de dos intensos meses de producción, el álbum es completado y la banda lo nombra Comalies, el cual más pesado y dinámico que su producción anterior, Unleashed Memories. La canción "Comalies" es cantada en inglés e italiano.
Comalies es lanzada en septiembre de 2002 con muy buenas críticas. La banda inicia una gira europea de 28 fechas en octubre del mismo año con la banda Sentenced. Las nuevas canciones son escuchadas en vivo por primera vez y el sencillo "Heaven's A Lie" ubica a la banda en la escena post-gótica. Un vídeo de producción, filmado durante la grabación de Comalies, es transmitido en "Rock TV".
Luego del tour con Sentenced, Lacuna Coil toma un corto descanso antes de empezar una nueva gira, empezando un tour italiano en febrero del 2003, continuando en Estados Unidos en abril con un tour de 30 fechas junto a Opeth. Durante esta gira, la banda trabajó con el director Chade Seide para la producción de su primer vídeo, "Heaven's A Lie", el cual empezó a ser transmitido en estaciones de radio estadounidenses. En octubre del 2003, la canción era transmitida en 65 estaciones diferentes.
La gira continúa durante el verano, regresando a Europa para tocar en algunos festivales, siendo el más notable el Heineken Jammin' Festiva en Imola, frente a 40 mil personas. Luego esto, la banda regresa a Estados Unidos para tocar junto a Type O Negative y Anthrax, haciendo un total de 75 shows diferentes desde julio hasta diciembre.
Con la popularidad del sencillo "Heaven's A Lie" creciendo, la banda decide grabar un nuevo vídeo, dirigido por Patric Ullaeus. La canción es acortada para este lanzamiento, el cual es mostrado por primera vez en "Fuse TV", en Estados Unidos, el 9 de diciembre del 2003.
Después de la interminable gira del 2003, Lacuna Coil se une a Moonspell, Passenger y Posion Black para encabezar el Xmas Tour, iniciando el día de Navidad en Hamburgo, e incluyendo un memorable show en Z7 en Pratteln mientras el año nuevo empezaba.
Luego de que la banda renueva su contrato con Century Media en enero de 2004, empiezan ese año con el Piorno Festival en España. En abril, la banda recorre Italia, mientras "Heaven's A Lie" continuaba dominando la radio italiana. El 1 de mayo, Lacuna Coil se une a POD en una gira estadounidense de dos meses.
Las ventas de Comalies sobrepasan las 60 mil copias, y la banda regresa al estudio para grabar algunas canciones acústicas para una realización especial de Comalies para conmemorar una de los logros más grandes de la banda: Ozzfest. También lanzan un nuevo sencillo del álbum, "Swamped" el cual es prontamente escuchado en más de 100 estaciones de radio en Estados Unidos y el vídeo para este sencillo es lanzado a finales de mayo de 2004.

### «Ozzfest» — 2005

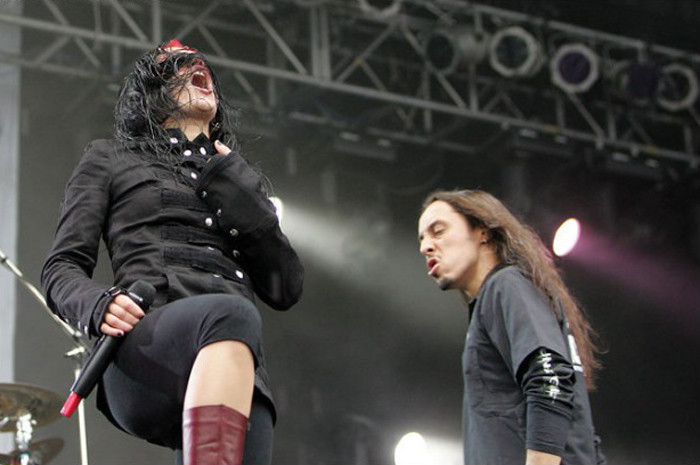
Lacuna Coil en el Mera Luna Festival en el 2005.

La banda participa en la gira estadounidense «Ozzfest», fundada por Sharon Osbourne y organizado por su esposo Ozzy Osbourne, que dura desde julio hasta septiembre de 2004. La edición del 2002 de Comalies para el Ozzfest es lanzada e incluye versiones acústicas de varias de sus canciones, así como los vídeos de los singles de la banda, «Heaven's A Lie» y «Swamped».
En julio de ese año se revela al público que Comalies supera las 100 mil ventas en los Estados Unidos situando a Lacuna Coil como el mayor artista de la discográfica Century Media y, llegando a las 250 mil copias, la banda con más ventas de la música italiana. Así, la banda ocupa la posición número 194.º de las listas de Billboard de julio de 2004 por vender 5.818 copias en una semana. Además, el sencillo «Swamped» se incluyó en la banda sonora de la película de terror Resident Evil: Apocalypse y en la banda sonora del videojuego de computadora Vampire: The Masquerade – Bloodlines.
Al terminar la gira en Estados Unidos la banda vuelve a Italia. Cristina Scabbia inmediatamente regresa al estudio de grabación para trabajar en la canción «I'm That», un dueto con el famoso cantante italiano Franco Battiato, para su álbum Dieci Stratagemmi que fue lanzado bajo la firma Sony Records.
En noviembre de 2004, Lacuna Coil empieza a trabajar en un nuevo material en Milán con Waldemar Sorychta. La banda toma un descanso para tocar en una presentación especial el 27 de diciembre en el Carling Apollo, en Hammersmith, Londres junto a In Flames, Caliban y Chimaira.
Century Media termina el año más exitoso de la banda anunciando que no solo Comalies fue el álbum más vendido hasta aquella fecha de la discográfica, vendiendo cerca de 150 mil copias solo en los Estados Unidos, sino que también el álbum batió todos los récords anteriores de la Century Media.
A principios de 2005, la banda continúa trabajando en el nuevo álbum mientras que Comalies continúa aumentando sus ventas y alcanzando en mayo las 200 mil copias. El sucesor de Comalies estaba previsto para ser lanzado a finales de ese mismo año, pero la banda anuncia que se tomarían tiempo en el proceso de grabación; así, a medida que pasaba el tiempo era menos probable que el álbum se lanzara en ese año.
Al llegar el verano, la banda se prepara para participar en algunos de los festivales más grandes en Europa. Empezando el 21 de mayo en el Rotonde Festival en Francia y sorprendiendo a la audiencia al tocar una nueva canción, la cual era más pesada, pero sin desviarse del estilo musical de la banda. El 12 de junio Lacuna Coil toca en el Download Festival en Donington Park, junto a Slipknot, System of A Down, Mastodon y otros.

### Karmacode

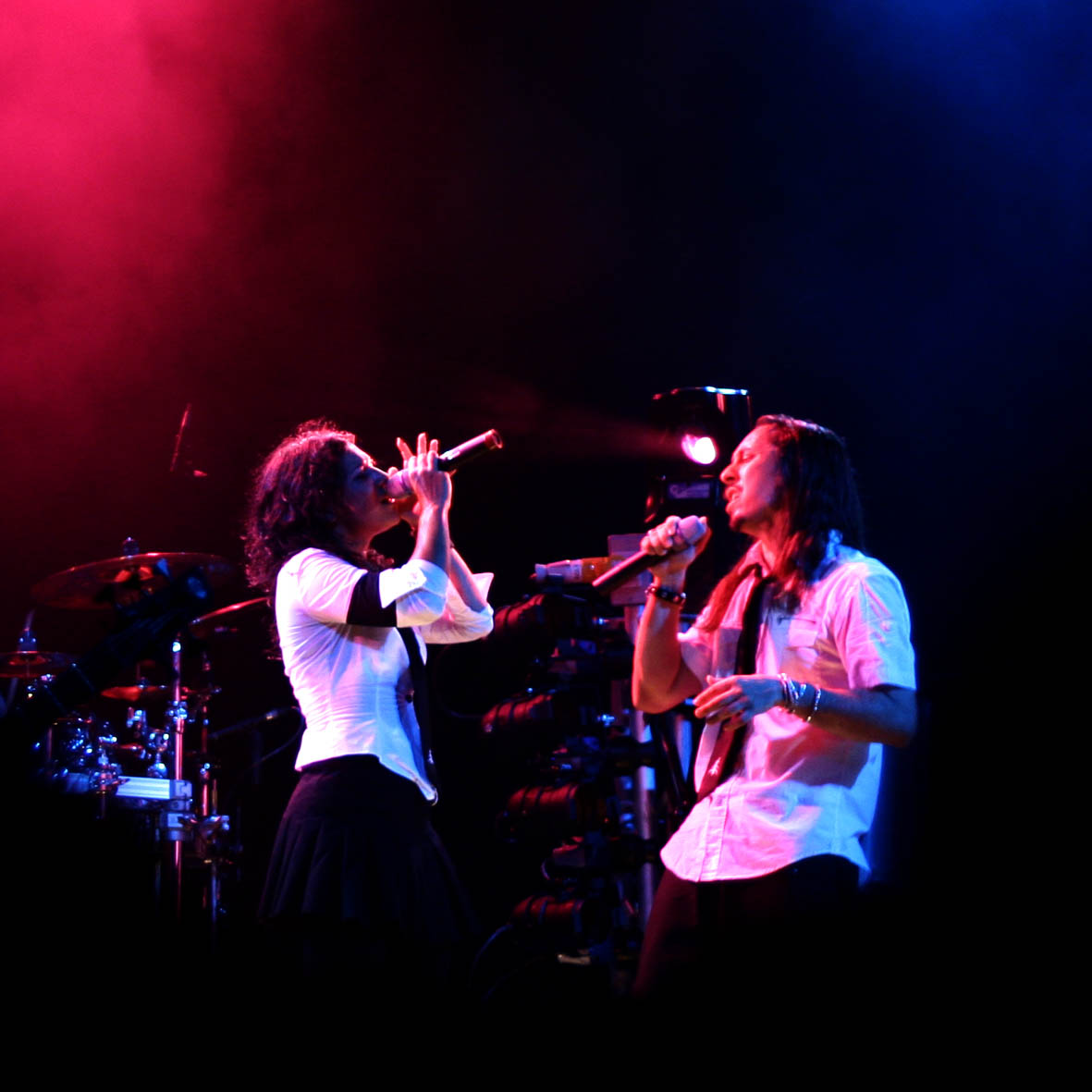
Lacuna Coil tocando en Milán, el 26 de agosto de 2006.

En julio de 2005, Century Media relanza todos los álbumes y EP anteriores a Comalies de Lacuna Coil, con nuevas portadas y extras, y el 24 de septiembre anuncia que el nuevo álbum sería titulado Karmacode.
Los festivales continúan durante los meses de verano, la banda sigue tocando la nueva canción y el 22 de octubre en el Metal Female Voices Fest en Bélgica, la banda toca otra nueva canción. El día siguiente, la prensa internacional es invitada a una sesión especial en el Galaxy Studios en Mol, Bélgica, en donde la banda revela seis nuevas canciones: "What I See", "Fragile", "In Visible Light", "Fragments of Faith", "Within Me" y "Our Truth".
La popularidad de la banda crece en Reino Unido, y el éxito de su presentación en el Download Festival en junio, resulta en su primera gira británica en octubre de 2005, "Evening with Lacuna Coil" (Noche con Lacuna Coil), la cual constó de 5 fechas, empezando en Londres y terminando en Halloween en el Wulfrum Hall en Wolverhampton.
Al terminar el año 2005, y en las últimas etapas del proceso de grabación de Karmacode, la banda se prepara para el lanzamiento de este álbum y para la gira posterior.
A inicios del 2006, el primer sencillo en tres años de la banda, "Our Truth" es incluido en la banda sonora de la película Underworld: Evolution. "Our Truth" es posteriormente lanzado en Europa como sencillo en marzo, siendo bien recibido por las críticas, y entrando en el puesto 19 en España y el Top 40 en Reino Unido.
Lacuna Coil continúa preparándose para el lanzamiento de Karmacode con una presentación en EMI Records en París, en el mes de febrero. En el evento, la banda toca más canciones del álbum, mostrando cómo el sonido había evolucionado desde Comalies. A inicios de abril, el cuarto álbum de la banda, Karmacode es lanzado mundialmente, siendo un éxito total y vendiendo 34 mil copias en Estados Unidos en su primera semana, alcanzando el puesto 28 en las listas Billboard y el puesto 1 en las listas independientes. En Italia, el álbum alcanza el puesto 17 y la banda es finalmente reconocida en su país de origen. Karmacode aparece en múltiples revistas como 'Álbum del Mes' y la vocalista Cristina Scabbia también aparece en las portadas de diversas revistas.

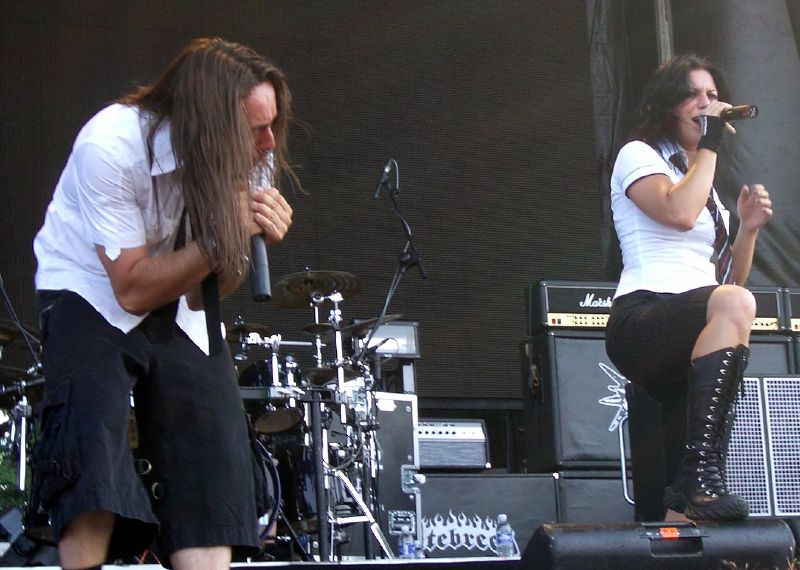
Lacuna Coil en el "Ozzfest", en el 2006.

Con Karmacode lanzado, Lacuna Coil se concentra en las giras, empezando con un tour estadounidense de dos meses junto a Rob Zombie, tocando frente a multitudes más grandes. Cerca del fin de la gira, Lacuna Coil aparece en televisión estadounidense por primera vez, mostrando un mini-concierto en Jimmy Kimmel Live Show, por ABC.
La banda regresa a Europa para los festivales de verano, incluyendo Download Festival en Reino Unido y Graspop Metal Meeting en Bélgica, el cual fue transmitido en vivo por Internet. En junio, en el Metal Hammer 'Golden Gods' Awards, Cristina Sccabia recibe el premio 'Metal Icon', siendo la primera mujer en hacerlo.
En ese mismo mes, la banda lanza "Enjoy The Silence" como su segundo sencillo del álbum Karmacode, el cual es un cover de la canción del mismo nombre de la banda Depeche Mode. A finales de junio, la banda ya había hecho 46 presentaciones en vivo desde febrero, pero la gira no se detiene y la banda se une al "Ozzfest", apareciendo con Avenged Sevenfold, Dragonforce, Disturbed, Hatebreed y System of A Down.
La banda toma un pequeño descanso antes de iniciar su propia gira por Europa, con 38 fechas en 15 países, apoyados por Poisonblack y otras bandas, la cual es todo un éxito. En octubre del 2006, Lacuna Coil lanza su tercer sencillo, "Closer", el cual posee un sonido diferente al estilo característico de la banda. Una semana después del fin del tour europeo, la banda regresa a Estados Unidos para unirse a la gira "Blackest of the Black Tour", de Danzig, el cual dura dos semanas hasta finales de noviembre de 2006.
La banda inmediatamente hace 2 presentaciones en México, siendo ésta la primera vez que tocan en este país desde su gira "Halflife on Tour" en el 2000. El tour del 2006 terminando con una gira de 13 fechas con In Flames, el cual termina una semana antes de Navidad.

### Visual Karma (Body, Mind and Soul)
El primer DVD en vivo de Lacuna Coil fue lanzado en noviembre de 2008, titulado Visual Karma (Body, mind and soul). El CD / DVD es una retrospectiva de todas las cosas del ciclo "Karmacode". La lista de canciones contiene conciertos filmados en Alemania Wacken Festival y en japonés Loudpark Festival en el 2007.

### Shallow Life (2009)
Shallow Life es el quinto álbum de estudio de la banda, producido por Don Gilmore. Grabado en los NRG Studios de Hollywood, fue lanzado el 20 y 21 de abril de 2009 en Europa y América del Norte respectivamente.
Acerca del mismo, antes de su publicación Cristina Scabbia anunció a Rock Sound: 

Es diferente, pero es nuestro estilo. No hemos hecho nada absolutamente diferente a nuestro estilo, ya que no sería natural, que sería raro - lo que no sería con nosotros. Las canciones son definitivamente más poderosas, más completas, más intensas, más directamente a los puntos.
Cristina Scabbia para Rock Sound

Andrea Ferro dijo a Rock Sound: 

Hemos puesto más atención en el verdadero significado de las canciones, así que las voces son un poco más prominentes. Hemos trabajado mucho con Don Gilmore sobre la pronunciación de las palabras en inglés para que la gente pudiera entender de verdad el significado de las letras. Hay coros más fuertes, donde el público puede relacionarse y entender realmente lo que queremos decir.
Andrea Ferro para Rock Sound

El 13 de diciembre, dieron a conocer el título del álbum y a través de su página en MySpace anunciaron que saldría para la primavera de 2009.
En esas fechas, febrero y marzo del 2009, Lacuna Coil participó en el festival Australian Soundwave junto a otras bandas como DevilDriver, In Flames, Lamb of God y Nine Inch Nails. El festival incluía las cinco capitales del continente y fue el escenario en donde Lacuna Coil realizó y estrenó el primer sencillo, Spellbound, de Shallow Life.

### Dark Adrenaline (2012 - 2013)
Es el sexto álbum de Lacuna Coil lanzado el 23 de enero de 2012 y producido por Don Gilmore quien ya había colaborado en Shallow Life.
Sin duda es un disco revelador, donde se puede ver como la banda vuelve a su origen de ritmo musical, con melodías inigualables, y con un vídeo en mano del sencillo "Trip the Darkness"

### Broken Crown Halo(2014 - 2015)
En septiembre de 2013, la banda anunció el comienzo de la grabación de su nuevo álbum con el productor Jay Baumgardner, cuyo título sería Broken Crown Halo, el cual fue lanzado el 1 de abril de 2014.
La primera canción de su álbum, llamada "Nothing Stands In Our Way", se publicó en línea. El 14 de febrero de 2014, la banda anunció a través de su cuenta en Facebook que el guitarrista Cristiano 'Pizza' Migliore y el baterista Cristiano 'Criz' Mozzati habían decidido retirarse de la banda luego de 16 años citando motivos personales. Ryan Folden (The Agony Scene; Burn Halo; After Midnight Project) es el actual baterista del grupo.

### Delirium(2016)
El disco de la banda fue lanzado mundialmente el 27 de mayo de 2016, vía Century Media Records, es el primer álbum que no cuenta con Cristiano "Criz" Mozzati y los guitarristas Cristiano "Pizza" y Marco "Maus" Biazzi, también es el único álbum grabado y editado totalmente en Italia.

### Black Anima(2019)
Black Anima es el primer álbum de Lacuna Coil en tres años. El quinteto de metal gótico italiano Lacuna Coil finalmente regresó con Black Anima, publicado el 11 de octubre a través de Century Media Records.

### Comalies XX(2022)
Comalies XX es una reinterpretación del clásico álbum Comalies (2002) de Lacuna Coil. Publicado el 14 de octubre de 2022 a través de Century Media Records, el disco presenta versiones renovadas de todas las canciones originales con una producción más moderna y un sonido más pesado. La banda describió este lanzamiento como una celebración de su evolución musical tras dos décadas desde el álbum original.

### Sleepless Empire(2025)
Sleepless Empire es el décimo álbum de estudio de Lacuna Coil, lanzado en febrero de 2025 bajo el sello Century Media Records .

## Miembros

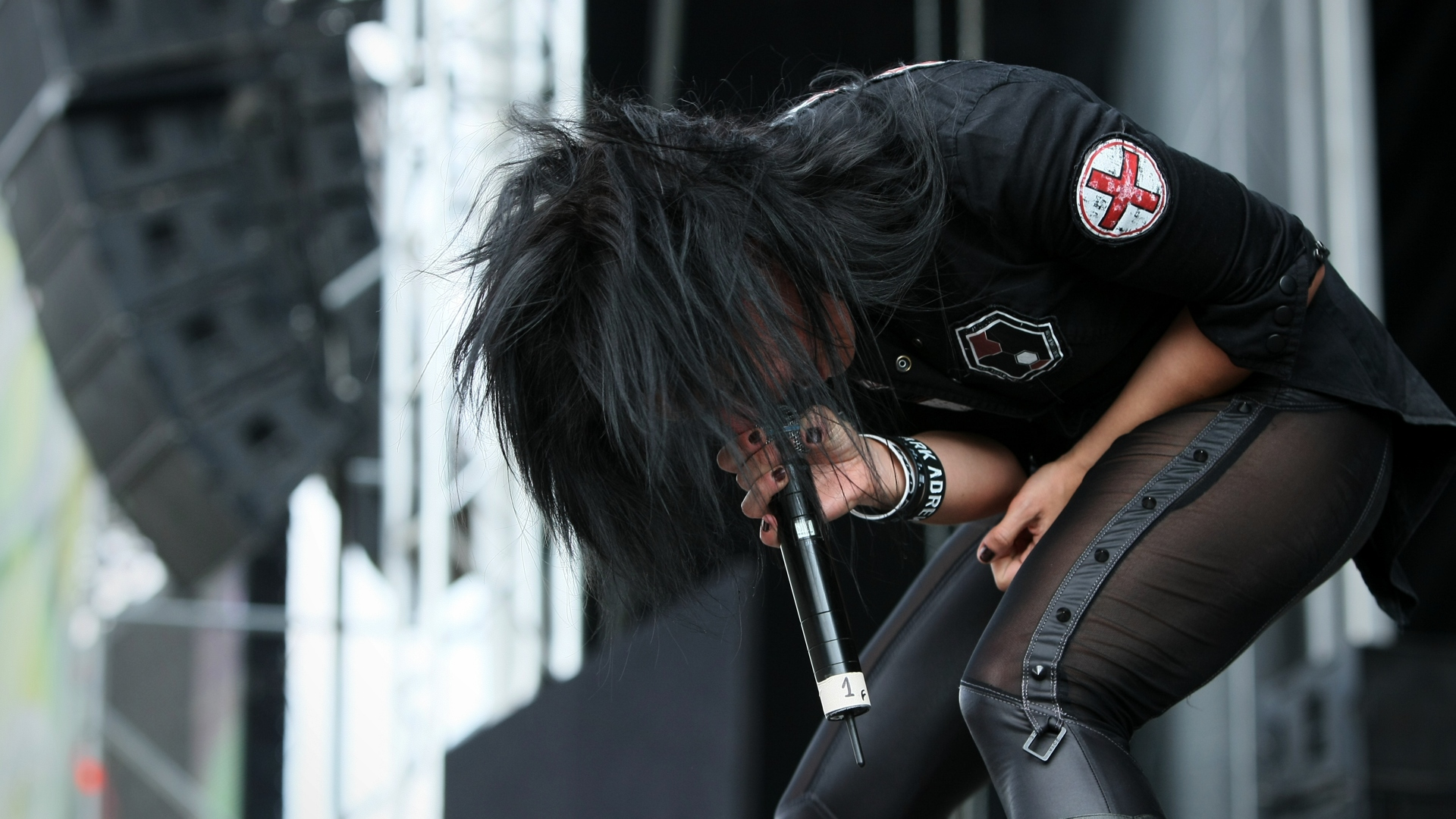
Cristina Scabbia en vivo

### Actuales
- Cristina Scabbia - Voz (1996–presente)
- Andrea Ferro - Voz (1994–presente)
- Daniele Salomone - Guitarra (2024–presente)
- Marco Coti Zelati - Bajo eléctrico (1994–presente), guitarra (2016)
- Richard Meiz - Batería (2019–presente)

### Exmiembros
- Michaelangelo Algardi - Batería (1994)
- Raffaele Zagaria — Guitarra (1994–1998)
- Claudio Leo — Guitarra (1994–1998; fallecido 2013)[1]
- Leonardo Forti — Batería (1994—1998)
- Cristiano "Pizza" Migliore - Guitarra (1998–2014)
- Cristiano "Criz" Mozzati - Batería, percusión (1998–2014)
- Marco "Maus" Biazzi — Guitarra (1999–2016)
- Diego Cavallotti - Guitarra (2016–2024)
- Ryan Folden - Batería (2014–2019, en tours 2012–2013)

Cronología

## Discografía
Álbumes de estudio
- In a Reverie (1999)
- Unleashed Memories (2001)
- Comalies (2002)
- Karmacode (2006)
- Shallow Life (2009)
- Dark Adrenaline (2012)
- Broken Crown Halo (2014)
- Delirium (2016)
- Black Anima (2019)
- Sleepless Empire (2025)